# Bagiennik widłakowaty

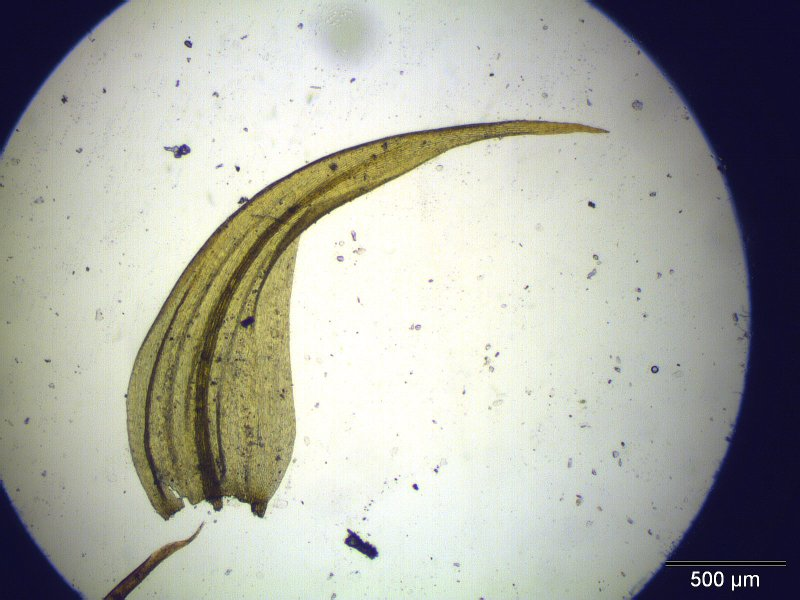
Liść

Bagiennik widłakowaty (Pseudocalliergon lycopodioides (Brid.) Hedenäs) – gatunek mchu należący do rzędu rokietowców. Występuje na torfowiskach i mokrych łąkach, w strefie klimatów chłodnych Europy, Azji i Grenlandii. 

## Rozmieszczenie geograficzne
Gatunek występuje w Europie, Azji (Syberia) oraz na Grenlandii. W Polsce spotykany na północy i zachodzie kraju, rzadziej w Polsce Środkowej.

## Morfologia
PokrójMech tworzy zbite (czasem luźniejsze), błyszczące darnie o barwie żółtej lub brązowej.
Budowa gametofituŁodygi o długości 10-15(20) cm i grubości 2-2,5 mm (wraz z liśćmi) mają czerwoną barwę (w nasadzie czarną) i są słabo, nieregularnie rozgałęzione. W przekroju poprzecznym widoczna jest bardzo mała wiązka środkowa. Liście łodygowe o długości 3 i szerokości 1,5 mm są sierpowato zgięte, silnie wklęsłe. Nasada liścia jest szerokojajowata, a następnie liście zwężają się w krótki kończyk. Liście są całobrzegie, a jedynie na szczycie niewyraźnie ząbkowane. Liście gałązkowe są podobne do łodygowych, ale nieco krótsze (2 mm długości). Żółte żebro dochodzi do szczytu liścia.
Budowa sporofituSeta żółtoczerwona, dług. 3 cm, zakończona żółtoczerwoną, cylindryczną, słabo zgiętą puszką o długości 3 mm i szerokości 1 mm. Perystom jest podwójny.

## Ekologia
Gatunek występuje na torfowiskach niskich, błotach, mokrych łąkach, w obszarach bogatych w wapń. Zarodnikowanie w Polsce odbywa się w czerwcu i lipcu. W klasyfikacji zbiorowisk roślinnych gatunek charakterystyczny dla rzędu (O.) Caricetalia davallianae.

## Zagrożenie i ochrona
Roślina objęta w Polsce ścisłą ochroną gatunkową od 2004 roku.